# Пенелопе Круз
Пенелопе Круз Санчез (шп. Penélope Cruz Sánchez; Алкобендас, 28. април 1974) шпанска је глумица. Филмску каријеру је започела са свега осамнаест година, улогом у филму Шунка, шунка, да би светску славу стекла драмом Врати се. Добитница је Оскара за најбољу споредну глумицу за улогу у филму Љубав у Барселони. Тиме је постала прва Шпанкиња која је добила ову награду. У јулу 2010. венчала се са Хавијером Бардемом са којим има двоје деце.

## Детињство
Пенелопе Круз је рођена у градићу Алкобендасу, у покрајини Мадрид, 1974. године. Њена мајка, Енкарна Санчез, радила је као фризерка, а отац — Едуардо Круз, као ауто-механичар. Каже да је, као и сва остала деца чије породице припадају радничкој класи, имала срећно и једноставно детињство. Волела је да борави у стану своје баке и била је прилично хировита, али никада амбициозна. Није јој био сан да постане глумица — маштала је да се бави балетом, који је учила седам година.
За глуму је почела да се интересује када је имала петнаест година, видевши један филм Педра Алмодовара. Звала је доста агената, с надом да ће бити позвана на неки од кастинга који су тада одржавани, али су је увек одбијали јер је била изувише млада. Коначно је 1989. године победила на једном кастингу, у конкуренцији међу 300 девојака. Тиме почиње њена каријера.

## Каријера

### Почеци
Кастинг на коме је Пенелопе победила '89. тражио је девојку која ће да глуми у споту за једну песму шпанске групе Мекано („Mecano“). Од 1990. до 1997. године водила је емисију за тинејџере - „La Quinta Marcha“ (Пета брзина), на ТВ каналу Телесинко („Telecinco“); 1991. године се појављује у једној епизоди француске еротске ТВ серије „Serie Rose“ потпуно нага. Своју прву улогу на филму (уједно и прву главну улогу) добила је 1992. године у филму „Шунка, шунка“ где јој је партнер био Хавијер Бардем. Одмах након премијере филма, Пенелопе Круз је у магазину Пипл („People“) проглашена за секс-симбол, али су стизале похвале и за њену глуму - номинована је за награду „Гоја“ за најбољу главну женску улогу.
Уследиле су улоге у филмовима „Златна времена“, „Бунтовнице“, „Живо месо“ (где је други пут сарађивала са Алмодоваром и Бардемом), „Отвори очи“ редитеља Алехандра Аменабара.

### Пробој у Холивуд: „Небо боје ваниле“
Пенелопе је велику пажњу европске публике привукла улогом у филму „Девојка твојих снова“, за коју је била номинована за Европску филмску награду за најбољу глумицу, али и за коју је добила своју прву награду „Гоја“ за најбољу главну глумицу. Њен други изузетно успешан филм био је „Све о мојој мајци“, за њу значајан јер је њиме ојачала своју пословну сарадњу (али се и зближила) са Педром Алмодоваром. Од тада Пенелопе незванично постаје његова „муза“ и сви су били сигурни ко ће добијати најбоље главне улоге у његовим наредним пројектима.
Пенелопе се пробија на америчко тржиште филмом „Бели прах“, где јој је партнер Џони Деп, блокбастером који је зарадио више од 83 милиона долара широм света. Њен други велики филм био је „Небо боје ваниле“, римејк Аменабаровог Отвори очи. У овом психолошком трилеру, поред Пенелопе појављују се Том Круз и Камерон Дијаз, а зарада филма данас износи 203 милиона долара. Њена друга два позната филма из тог периода су љубавне драме „Сви ти дивни коњи“ и „Мандолина капетана Корелија“ за који је добила трећу, и комедија „Фанфан Лала“ за који је добила четврту номинацију за Европску филмску награду за најбољу глумицу. Уследиле су улоге у филмовима „Готика“ - психолошком трилеру са Хале Бери у главној улози и „Сахара“ са Метјуом Меконахијем. Пре него што ће снимити најуспешнији филм у својој дотадашњој каријери, Пенелопе је играла у филму „Без померања“ за који је номинована за своју трећу награду „Гоја“ за најбољу главну глумицу.

### Врхунац каријере: „Врати се“
У периоду од 2006. до 2010. године Пенелопе Круз је тумачила улоге у четири велика филма. Тек тада је стекла репутацију светске глумачке звезде. Ти филмови су зарадили огромне суме новца и постали блокбастери, а Пенелопе је номинована за готово све награде које једна глумица данас може добити.
- „Врати се“ - филм снимљен 2006. године, у режији Педра Алмодовара, са Бланком Портиљо, Кармен Мауром и Лолом Дуењас у споредним улогама. Пенелопе Круз је за овај филм добила награду „Гоја“ за најбољу главну глумицу, Европску филмску награду за најбољу глумицу и награду за најбољу глумицу на Канском филмском фестивалу, а била је номинована за Златни глобус за најбољу главну глумицу (драма), награду Удружења глумаца за најбољу главну глумицу, БАФТА награду за најбољу глумицу и Оскар за најбољу главну глумицу. Ова улога се сматра најбољом улогом у њеној досадашњој каријери.

- „Љубав у Барселони“ је романтична комедија из 2008. године у режији Вудија Алена, са Хавијером Бардемом и Скарлет Џохансон у главним улогама. Пенелопе овде тумачи лик Марије Елене, бивше супруге Хуана Антонија (Бардем). Марија је неуравнотежена особа, опсесивна и изузетно љубоморна, а то ће на својој кожи осетити млада Американка Кристина која је у вези са Антонијом. Критика је Пенелопину глуму упоредила са динамитом и рекла да је Пенелопе изнела цео филм. Иако није добила ни Златни глобус ни награду Удружења глумаца за које је била номинована (а који су незванични предуслов за Оскар), Крузова је добила БАФТА награду и свој први Оскар за најбољу споредну глумицу. Тако је постала прва жена из Шпаније, добитница Оскара.

- „Прекинути загрљаји“ је драма Педра Алмодовара из 2009. године, са Пенелопе Круз у главној улози, која је за ту изведбу била номинована за Европску филмску награду за најбољу глумицу. Филм је био велики биоскопски хит широм Европе.

- „Девет“ је назив мјузикла из 2009. године, чију глумачку екипу чине неке од највећих глумица данашњице: Џуди Денч, Никол Кидман, Марион Котијар... Пенелопе Круз је своју плесну тачку у филму вежбала три месеца. За ову улогу је трећи пут била номинована за Оскар и Златни глобус.

### 2010. до данас
Крузова тумачи главну женску улогу у четвртом филму серије „Пирати са Кариба“, са Џонијем Депом као култним Џеком Спероуом.

## Приватни живот
Пенелопе Круз се забављала са Томом Крузом и Метјуом Меконахијем, пре него што се 2010. године удала за Хавијера Бардема, са којим се забављала од 2007. године.
Дизајнира накит и торбе за једну јапанску модну кућу, а била је заштитно лице компанија „Лореал“ и „Манго“. Неколико година је на различитим сајтовима бирана за најлепшу жену света (2008. година на сајту „AskMen“). Годинама се бави хуманитарним радом. Волонтирала је у Уганди и Индији, где је основала фондацију за подршку незбринутим девојкама.

## Филмографија
| Улоге  |                                       |                            |                               |          |
| Година | Српски назив                          | Изворни назив              | Улога                         | Напомена |
| 1992.  | Шунка, шунка                          | Jamón, jamón               | Силвија                       |          |
| 1992.  | Златна времена                        |                            | Луз                           |          |
| 1993.  | Бунтовнице                            |                            | Енза                          |          |
| 1997.  | Љубав озбиљно угрожава здравље        |                            | млада Дајана/ Дајанина кћерка |          |
| 1997.  | Отвори очи                            |                            | Софија                        |          |
| 1997.  | Живо месо                             |                            | Исабел Плаза Кабаљеро         |          |
| 1998.  | Девојка твојих снова                  |                            | Макарена                      |          |
| 1999.  | Све о мојој мајци                     | Todo sobre mi madre        | Sister María Rosa Sanz        |          |
| 2000.  | Сви ти дивни коњи                     | All the Pretty Horses      | Луиса                         |          |
| 2000.  | Зачин љубави                          |                            | Исабела Оливеира              |          |
| 2001.  | Бели прах                             |                            | Мирта Јунг                    |          |
| 2001.  | Мандолина капетана Корелија           | Captain Corelli's Mandolin | Пелагија                      |          |
| 2001.  | Небо боје ваниле                      | Vanilla Sky                | Софија Серано                 |          |
| 2003.  | Фанфан Лала                           | Fanfan la tulipe           | Adeline La Franchise          |          |
| 2003.  | Готика                                | Gothika                    | Клои Сава                     |          |
| 2004.  | На седмом небу                        | Head in the Clouds         | Мија                          |          |
| 2004.  | Без померања                          | (Don't Move)               | Италија                       |          |
| 2004.  | Ноел                                  |                            | Нина Вескез                   |          |
| 2005.  | Сахара                                | Sahara                     | Ева Рохас                     |          |
| 2006.  | Хромофобија                           |                            | Глорија                       |          |
| 2006.  | Бандиткиње                            |                            | Марија Алварез                |          |
| 2006.  | Врати се                              |                            | Рајмунда                      |          |
| 2007.  | Манолет                               |                            | Антоњита Лупе Сино            |          |
| 2007.  | Добро вече!                           |                            | Ана                           |          |
| 2007.  | Елегија                               |                            | Консуела Кастиљо              |          |
| 2008.  | Љубав у Барселони                     |                            | Марија Елена                  |          |
| 2008.  | Девет                                 | Nine                       | Карла                         |          |
| 2009.  | Г- снага                              |                            | Хуарез                        |          |
| 2009.  | Прекинути загрљаји                    |                            | Магдалена                     |          |
| 2010.  | Секс и град 2                         |                            | Кармен Гарсија                |          |
| 2011.  | Пирати са Кариба: На чуднијим плимама |                            | Анџелика                      |          |
| 2016.  | Зулендер 2                            |                            | Валентина Валенсија           |          |
| 2017.  | Волети Пабла                          |                            | Вирхинија Ваљехо              |          |
| 2017.  | Убиство у Оријент експресу            |                            | Пилар Естравадос              |          |
| 2018.  | Сви знају                             |                            | Лаура                         |          |
| 2019.  | Бол и слава                           |                            | Хасинта                       |          |
| 2019.  | Осиња мрежа                           |                            | Олга Гонзалез                 |          |
| 2022.  | 355                                   |                            | Грасијела Ривера              |          |
| 2023.  | Ферари                                |                            | Лаура Ферари                  |          |